# Le Mans Cup
La Le Mans Cup, conosciuta come Michelin Le Mans Cup per motivi di sponsorizzazione, è una serie internazionale di corse di durata organizzata dall'Automobile Club de l'Ouest (ACO), formata su due classe, la LMP3 e la GT3.
La serie è stata creata nel 2016 dall'Automobile Club de l'Ouest dopo che la classe GTC è stata eliminata dalla European Le Mans Series. Nel suo primo anno la serie era nominata GT3 Le Mans Cup, lo scopo principale della serie era quello di aumentare il numero dei piloti amatoriali. Da regolamento, il team campione riceve l'invito automatico per la successiva 24 Ore di Le Mans nella categoria LMGTE Am.
Dalla stagione 2017, la serie ha aggiunto la classe LMP3 con l'obbiettivo di promuovere i miglior team della serie nella European Le Mans Series.
La serie è composta da sei eventi. In origine le corse avevano un formato di due ore, ma dal 2022 viene ridotto a un'ora e cinquanta minuti. Il round di Le Mans, a differenza degli altri, è formato da due gare da cinquantacinque minuti.

## Albo d'oro[3]

### Piloti classe LMP3
| Stagione | Piloti                            | Team                    | Vittorie | Poles | Podi | Punti |
| -------- | --------------------------------- | ----------------------- | -------- | ----- | ---- | ----- |
| 2017     | Jean Glorieux Alexander Toril     | DKR Engineering         | 4        | 5     | 5    | 114   |
| 2018     | Jens Petersen Léonard Hoogenboom  | DKR Engineering         | 3        | 0     | 4    | 103   |
| 2019     | Laurents Hörr François Kirmann    | DKR Engineering         | 2        | 4     | 5    | 100   |
| 2020     | Laurents Hörr                     | DKR Engineering         | 3        | 1     | 6    | 120   |
| 2021     | Anthony Wells Colin Noble         | Nielsen Racing          | 2        | 0     | 3    | 75    |
| 2022     | Alexander Mattschull Tom Dillmann | Racing Spirit of Le Man | 3        | 0     | 5    | 97    |

### Team classe LMP3

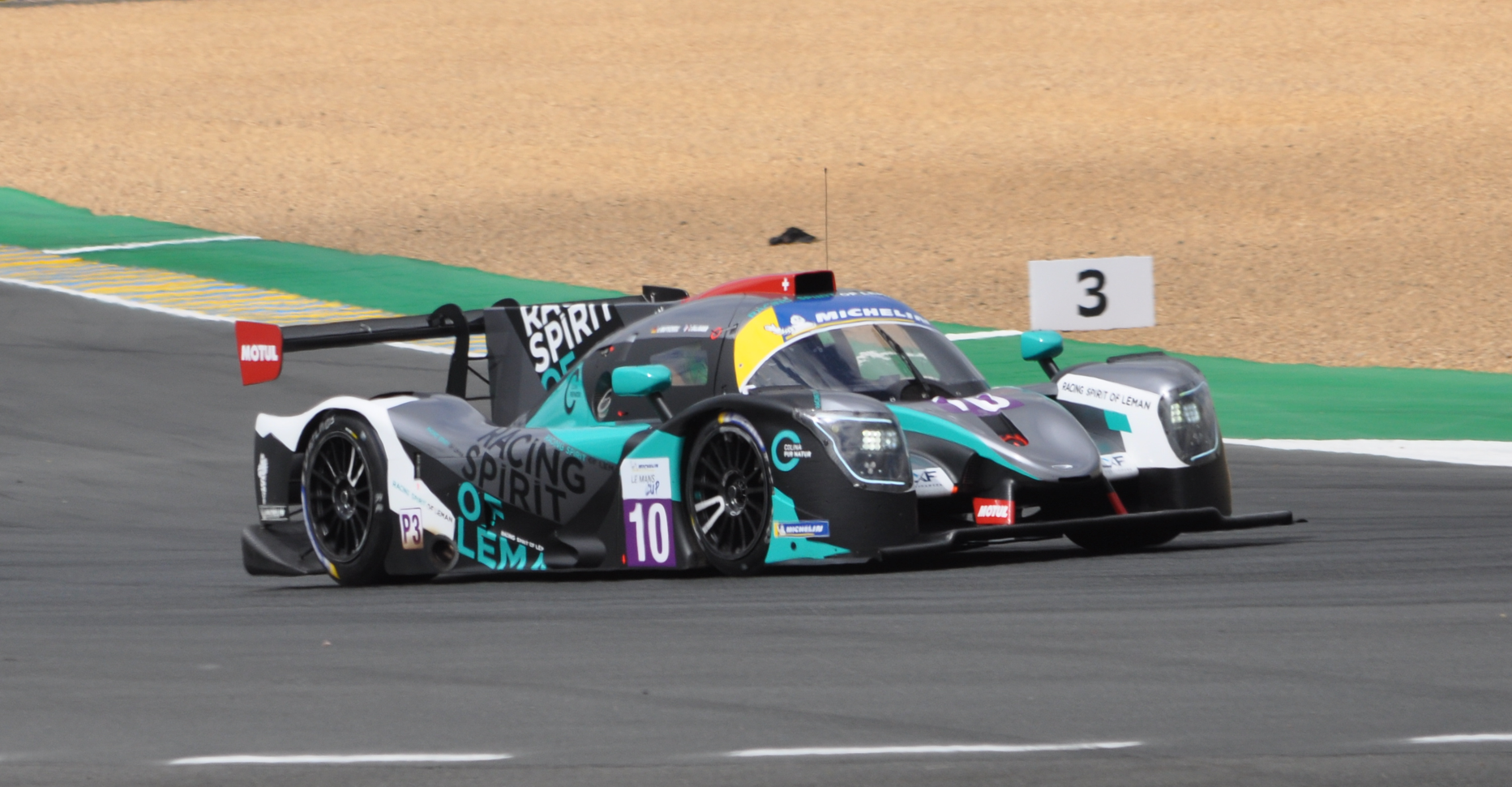
La Ligier JS P320 del team Racing Spirit of Le Man, campione nel 2022.

| Stagione | Piloti                  | Vettura            | Vittorie | Poles | Podi | Punti |
| -------- | ----------------------- | ------------------ | -------- | ----- | ---- | ----- |
| 2017     | DKR Engineering         | Norma M30          | 4        | 5     | 5    | 114   |
| 2018     | DKR Engineering         | Norma M30          | 3        | 0     | 4    | 103   |
| 2019     | DKR Engineering         | Norma M30          | 2        | 4     | 5    | 100   |
| 2020     | DKR Engineering         | Duqueine M30 - D08 | 3        | 1     | 6    | 120   |
| 2021     | Nielsen Racing          | Ligier JS P320     | 2        | 0     | 3    | 75    |
| 2022     | Racing Spirit of Le Man | Ligier JS P320     | 3        | 0     | 5    | 97    |

### Piloti classe GT3
| Stagione | Piloti                            | Team                      | Vittorie | Poles | Podi | Punti |
| -------- | --------------------------------- | ------------------------- | -------- | ----- | ---- | ----- |
| 2016     | Aleksey Basov Viktor Shaytar      | SMP Racing                | 4        | 3     | 5    | 121   |
| 2017     | Fabio Babini Emanuele Busnelli    | Ebimotors                 | 2        | 0     | 5    | 104.5 |
| 2018     | Giacomo Piccini Sergio Pianezzola | Kessel Racing             | 5        | 4     | 5    | 138   |
| 2019     | Giacomo Piccini Sergio Pianezzola | Kessel Racing             | 4        | 1     | 6    | 130   |
| 2020     | Rino Mastronardi                  | Iron Lynx                 | 4        | 5     | 7    | 132   |
| 2021     | Nicolas Leutwiler                 | Pzoberer Zürichsee by TFT | 2        | 1     | 6    | 107   |
| 2022     | Kasper H. Jensen Kristian Poulsen | GMB Motorsport            | 2        | 1     | 6    | 109   |

### Team classe GT3

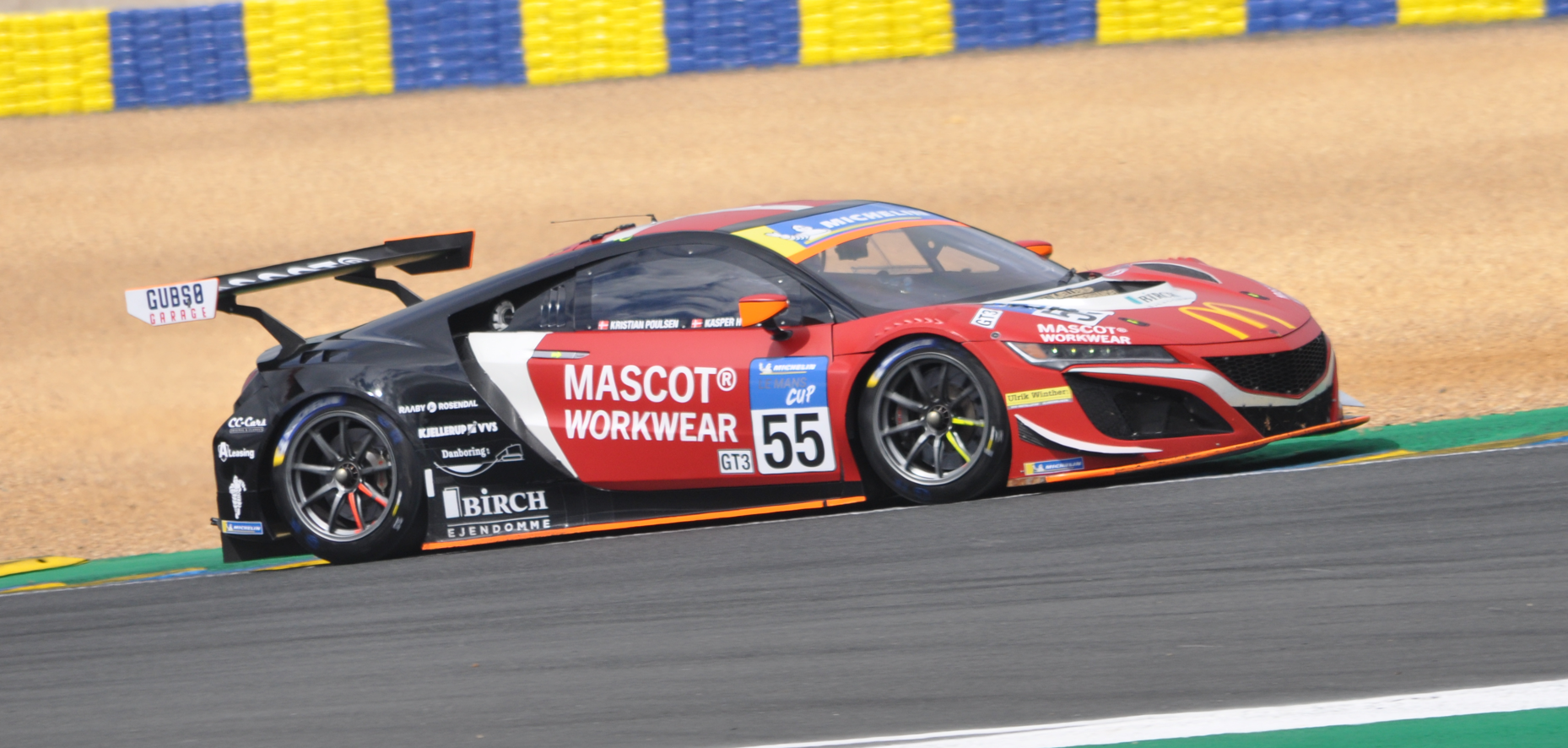
La Honda NSX GT3 Evo22 del team GMB Motorsport, campione nella classe GT3 (2022)

| Stagione | Piloti         | Vettura                  | Vittorie | Poles | Podi | Punti |
| -------- | -------------- | ------------------------ | -------- | ----- | ---- | ----- |
| 2016     | TF Sport       | Aston Martin Vantage GT3 | 2        | 0     | 5    | 107   |
| 2017     | Ebimotors      | Lamborghini Huracán GT3  | 2        | 0     | 5    | 104.5 |
| 2018     | Kessel Racing  | Ferrari 488 GT3          | 5        | 4     | 5    | 138   |
| 2019     | Kessel Racing  | Ferrari 488 GT3          | 4        | 1     | 6    | 130   |
| 2020     | Iron Lynx      | Ferrari 488 GT3          | 4        | 5     | 7    | 132   |
| 2021     | Iron Lynx      | Ferrari 488 GT3          | 5        | 6     | 7    | 148   |
| 2022     | GMB Motorsport | Honda NSX GT3 Evo22      | 2        | 1     | 6    | 109   |